# Dieuwke Fetter
Dieuwke Fetter, född 26 januari 1991 i Amsterdam, är en nederländsk roddare (styrman).

## Karriär
I augusti 2018 var Fetter en del av Nederländernas lag som tog brons i åtta med styrman vid EM i Glasgow. I oktober 2020 tog hon ännu ett brons i åtta med styrman vid EM i Poznań. I april 2021 tog Fetter silver i åtta med styrman vid EM i Varese. Under 2022 var hon en del av Nederländernas lag som tog silver i herrarnas åtta med styrman vid både EM i München och VM i Račice.
Under 2023 var Fetter en del av Nederländernas lag i herrarnas åtta med styrman som tog brons vid EM i Bled och silver vid VM i Belgrad. Vid olympiska sommarspelen 2024 i Paris var hon en del av Nederländernas lag som tog silver i herrarnas åtta med styrman.
Vid EM 2025 i Plovdiv var Fetter en del av Nederländernas lag som tog silver i åtta med styrman.